# منطقة هارلم للأطفال
منطقة هارلم للأطفال هي منظمة غير ربحية تُعنى بالأطفال المعوزين والعائلات التي تعيش في هارلم، وتقدم الدعم المجاني على شكل ورشات عمل أبوية وبرنامج توجيه قبل مدرسي وثلاث مدارس مستقلة وبرامج صحية موجهة للأطفال لصالح آلاف الأطفال والعائلات. تعمد منطقة هارلم للأطفال إلى فعل كل شيء لمواجهة الفقر المتوارث لآلاف الأطفال والعائلات الذين تقدم لهم خدماتها.
وسع مشروع منطقة هارلم للأطفال نظام منطقة هارلم للأطفال من البرامج إلى نحو مئة وحدة سكنية في هارلم المركزية، وهو يسعى إلى وضع الأطفال على المسار الصحيح من خلال الدراسة في الكليات ودفعهم إلى سوق العمل. يقول كانادا: «لسنا معنيين بإنقاذ مئة طفل، أو حتى ثلاثمئة طفل، وبالنسبة لي فإن إنقاذ ألف طفل لن يحل المشكلة. نريد أن نكون قادرين على الحديث عن إنقاذ الأطفال بعشرات الآلاف لأننا نخسرهم بتلك الطريقة».
انتُقدت منطقة هارلم للأطفال وعرضها الترويجي بصفته نموذج طامح للتعليم في الولايات المتحدة وخصوصًا في الفيلم الوثائقي المُطلق حديثًا «في انتظار سوبرمان»، بصفتها مثالًا عن خصخصة التعليم في الولايات المتحدة. كتب بروفيسور التعليم المساعد في جامعة سان فرانسيسكو ريك آيرز أن فيلم في انتظار سوبرمان لم يذكر عشرات ملايين الدولارات من المال الخاص التي صبت في مصلحة منطقة هارلم للأطفال ونموذج سوبرمان الذي نسعى بلا هوادة أن نكونه. بعد سنة من صناعة هذا الفيلم، صنعت حركة التعليم الشعبي فيلمًا بعنوان «الحقيقة غير المريحة خلف فيلم في انتظار سوبر مان» والذي اتهمه بالمبالغة في نجاح منطقة هارلم للأطفال.
أعلنت إدارة باراك أوباما عن برنامج «وعد الأحياء» الذي يأمل باستنساخ نجاح منطقة هارلم للأطفال في المناطق المعوزة في مدن أخرى من الولايات المتحدة. في صيف عام 2010، قَبِل برنامج وعد الأحياء التابع لوزارة التعليم الأمريكية طلبات من 300 جمعية مقابل منح اتحادية بقيمة 10 ملايين دولار لتطوير تنفيذ خطط منطقة هارلم للأطفال.

## المبادئ والبرامج
تصمم منطقة هارلم للأطفال وتمول وتُشغل نظامًا كاملًا من التعلم والخدمات الاجتماعية وبرامج بناء المجتمع في حي هارلم لمواجهة الآثار السلبية للجريمة والمخدرات والفقر ومساعدة الأطفال لإكمال تعليمهم ودفعهم لدخول سوق العمل. يُعد توفير هذه الشبكة الكاملة من الخدمات لحي كامل منذ الولادة حتى الدخول إلى الكلية مفتاحًا أساسيًا لبرنامج وعد الأحياء الذي أطلقته إدارة باراك أوباما والذي صُمم بالاستفادة من منطقة هارلم للأطفال.
إن المبدأين الأساسيين لمشروع المنطقة هما مساعدة الأطفال في أبكر مرحلة من حياتهم قدر الإمكان وإنشاء كتلة ضرورية من البالغين حولهم يملكون فهمًا لما تعنيه مساعدة الأطفال على النجاح.
تتضمن مكونات برامج منطقة هارلم للأطفال ما يلي:
- كلية الطفل، سلسلة من الورشات للآباء الذين يملكون أطفال بعمر يوم إلى ثلاث سنوات.
- يوم كامل لما قبل الروضة.
- يوم موسع للمدارس المستقلة (أكاديمية الوعد).[15]
- عيادات صحية ومراكز مجتمعية للأطفال والبالغين في الفترة التي تعقب المدرسة والعطل وساعات الصيف.
- جهود منع العنف بين اليافعين.
- خدمات اجتماعية مثل خدمة منع الرعاية البديلة.
- قبول الكلية ودعم الاستبقاء.

تؤكد منطقة هارلم للأطفال من خلال برنامجها المصمم بشكل دقيق أن الطفل لا يُهمل أبدًا من خلال امتلاك طيف من البرامج المصممة والموجهة إلى كل من الأطفال والآباء في كل مرحلة من مراحل الحياة. بالإضافة إلى برنامج الطفولة المبكرة مثل كلية الطفل، المذكور أعلاه، تمتلك منطقة هارلم للأطفال برامج لعمر المدرسة، عن طريق المدارس المستقلة في كلية الوعد كي-12. تتضمن البرامج الشاملة والكلية التي تتوفر ليس فقط للطلاب بل لآباء الطلاب في أكاديمية الوعد مساعدة نفعية واستشارية. لا يحصل كل الطلاب الذين تقدموا إلى المدارس المستقلة التابعة لأكاديمية الوعد على القبول، إذ يُقبل الطلاب من خلال نظام القرعة. يمكن للأطفال داخل منطقة هارلم للأطفال والذين لم يخترهم نظام القرعة المشاركة في برامج مثل «صانعو السلام»، الذي يوفر دعمًا أكاديميًا لآلاف الطلاب في المدارس العامة المختلفة في المنطقة. تُضمن الصحة النفسية والبدنية والعاطفية للأطفال من خلال برامج مثل برنامج إدارة الحالة لأطفال المدارس ذوي العمر المتوسط؛ يُعيِّن هذا البرنامج أحد أعضاء منطقة هارلم للأطفال للإشراف على تقدم الأطفال. عند إنهاء برنامج كي-12، يتلقى الطلاب المساعدة من مكتب كلية النجاح التابع لمنطقة هارلم للأطفال الذي يساعد الأطفال على أن يصبحوا خريجي كليات جامعية وليس خريجي مدارس ثانوية فقط.

## نسخٌ مشابهة في مدن أخرى
أطلقت عدة مدن أمريكية كبيرة برامجها الخاصة المصممة بشكل مشابه لبرنامج منطقة هارلم للأطفال، مستفيدة من أي جهود توفرها الحكومة الفيدرالية من مبادرات إدارة أوباما المتأثرة ببرامج منطقة هارلم للأطفال لمكافحة الفقر. تُخطط أو تُفكر مدن فيلادلفيا وميامي وشيكاغو وكليفلاند ومدن في ماريلاند تكرار تجربة منطقة هارلم للأطفال.
ناقش المؤلف بول توف اقتراح تكرار برامج منطقة هارلم للأطفال.
نظمت منطقة هارلم للأطفال بالاشتراك مع معهد ربط السياسات مؤتمرًا يومي 9 و10 نوفمبر عام 2010 في مدينة نيويورك في مسعى لتوفير التوجيه لقادة المجتمع من أنحاء الولايات المتحدة في جهودهم لإطلاق مشاريع مماثلة وكبيرة مثل مشروع منطقة هارلم للأطفال.
اقترح الرئيس باراك أوباما عام 2008، متأثرًا بالتقدم الكبير الذي حققته منطقة هارلم للأطفال لكسر دائرة الفقر المتوارث، إنشاء مشروع وعد الأحياء. وُضع التزام أوباما في تخفيف الفقر موضع التنفيذ بهذه المبادرة التي استخدمت نهج منطقة هارلم للأطفال المسمى «من المهد إلى الكلية». تسعى المبادرة إلى مساعدة المجتمعات المحلية المختارة على تحسين النتائج والفرص بشكل كبير للأطفال والأسر في الأحياء المحددة. ستكون المبادرة متنوعة في تطبيقها، بما يعكس الاحتياجات المحلية والسياق. يتبع هدف المبادرة نموذج منطقة هارلم للأطفال لتحسين كل جانب من جوانب الحياة في المجتمعات الفقيرة، والغرض منها هو: «تمكين جميع الأطفال الذين يكبرون في أحياء الوعد من الوصول إلى مدارس فعالة وأنظمة قوية لدعم الأسرة والمجتمع من شأنها أن تُعدّهم للحصول على تعليم ممتاز والانتقال بنجاح من الكلية إلى الحياة المهنية». ويعكس هذا البيان الموجه مهمة منطقة هارلم للأطفال. تساعد منطقة هارلم للأطفال بالتعاون مع معهد العمل الوطني (بوليسي لينك) في توفير التوجيه المستمر لإدارة أوباما في هذه المبادرة.
في عام 2010، خصصت إدارة أوباما 75 مليون دولار من الميزانية الفيدرالية للبرنامج. تقدَّم أكثر من 330 جمعية من جميع أنحاء البلاد بطلب للحصول على منح التخطيط لبرنامج وعد الأحياء. مُنحت إحدى وعشرون جمعيةً منحًا لمدة عام بقيمة تتراوح بين 40 ألف دولار و50 ألف دولار. يُمنح المستفيدون من المنح عامًا لإنتاج نموذج استراتيجي يعالج القضايا الخاصة بمجتمعهم في السعي للحصول على منحة التنفيذ. قدم المستفيدون خططهم في ذلك الصيف، مع بدء مرحلة التنفيذ في أحياء الوعد التي بدأت في سبتمبر 2011.